# Fluorfolpet
Fluorfolpet ist eine chemische Verbindung aus der Gruppe der Phthalimide mit einer N-S-CCl2F-Gruppe. Die Verbindung wird als Fungizid in Kunststoffen und Lacken, wie auch gegen Bläue in Holzschutzmitteln eingesetzt.
Fluorfolpet stellt das einfach fluorierte Derivat des Folpets dar. Es ist gegen alle Schimmelpilze wirksam. Die minimale Hemm-Konzentration liegt zwischen 2 und 200 ppm.
Fluorfolpet hydrolysiert in wässriger Lösung vollständig bei pH 7,8 und 20 °C innerhalb von 0,3 h. Allerdings ist es temperaturstabil und kann daher als Mikrobizid für Thermoplaste und Einbrennlacke verwendet werden.